# جشمة رشيد ملة بهرام بيغي (مارغون)
جشمة رشید ملة بهرام بیغي (بالفارسية: چشمه رشیدمله بهرام بیگی) هي قرية تقع في إيران في قسم مارغون الريفي. يقدر عدد سكانها بـ 0 نسمة بحسب إحصاء 2016.